# Tetraommatus minor
Tetraommatus minor är en skalbaggsart som beskrevs av Maurice Pic 1922. Tetraommatus minor ingår i släktet Tetraommatus och familjen långhorningar. Inga underarter finns listade i Catalogue of Life.